# Khu bảo tồn thiên nhiên Tigrovaya Balka
Khu bảo tồn Beshai Palangon (Бешаи Палангон) là một khu bảo tồn nằm tại Khatlon, Tajikistan, trên khu vực biên giới với Afghanistan, nơi sông Vakhsh và Panj hợp lưu tạo thành sông Amu Darya. Khu bảo tồn rộng 460 km2 trải dài hơn 40 km từ phía tây nam đến đông bắc.
Tổ chức Quốc tế về Bảo tồn Thiên nhiên (WWF) mô tả đây là khu bảo tồn thiên nhiên quan trọng nhất ở Trung Á vì diện tích rộng lớn và sự đa dạng sinh thái. Ngoài ra, đây là khu vực cực kỳ quan trọng đối với các loài thực vật ống tràng quý hiếm hay hệ sinh thái rừng ven sông.
Độ cao cao nhất đạt khoảng 1.200 mét so với mực nước biển. Khí hậu lục địa và khô hạn, các môi trường sống khác nhau của Tigrovaya Balka bao gồm bán sa mạc, đồng cỏ giống xavan với cây hồ trăn và thảm thực vật ống tràng với cây dương, nhót lá hẹp và cỏ cao.
Khu vực này là một trong những thành trì cuối cùng của Hổ Caspi, dấu vết của chúng được nhìn thấy lần cuối trong khu bảo tồn vào năm 1953. Tính đến ngày nay, Tigrovaya Balka vẫn là nơi sinh sống của hươu Bukhara, con mồi ưa thích của Hổ Caspi. Một số loài đáng chú ý khác gồm chó rừng lông vàng, mèo ri, linh cẩu vằn, linh dương bướu giáp, hải ly, sói xám, cáo đỏ, cừu núi Trung Á.
Khu bảo tồn được BirdLife International xác định là vùng chim quan trọng vì nơi đây hỗ trợ một số lượng đáng kể quần thể các loài chim khác nhau. Một số loài đáng chú ý gồm vịt lặn mào đỏ, cốc lùn, cắt Saker, sếu cổ trắng, bồ câu mắt vàng, cú muỗi Ai Cập.